# Joseph Hyacinthe Louis Jules d'Ariès
Joseph Hyacinthe Louis Jules d'Ariès (ngày 22 tháng 1 năm 1813 – ngày 6 tháng 12 năm 1878) là sĩ quan hải quân người Pháp từng giữ chức Quyền Thống đốc Nam Kỳ từ năm 1860 đến năm 1861. Ông đã nắm quyền trong suốt trận vây hãm thành Gia Định, và trấn giữ thành phố này tới 11 tháng trước đạo quân nhà Nguyễn vượt trội hơn rất nhiều.

## Tiểu sử

### Thời kỳ ban đầu (1813–1834)
Joseph Hyacinthe Louis Jules d'Ariès was chào đời tại Tarbes vào ngày 22 tháng 1 năm 1813. Cha ông tên là Dominique Zacharie d'Ariès (1773–1819), hành nghề luật sư, công tố viên ở Tarbes rồi về sau lên làm thẩm phán trị an ở Marciac và mẹ là Anne Jeanne Gratiane Henriette de Mérens (1786–1823). Anh trai ông tên Adrien Paul Alfred d'Ariès (1819–90) là vị tướng sư đoàn. Ông tốt nghiệp trường École Navale năm 1829. Sau khi ra trường gia nhập hải quân với cấp bậc chuẩn uý hải quân vào ngày 17 tháng 10 năm 1829.

### Sĩ quan hải quân (1834–1860)
D'Ariès được thăng cấp thành enseigne de vaisseau (thiếu úy hải quân) vào ngày 15 tháng 5 năm 1834. Ngày 6 tháng 3 năm 1839, ông được phong Hiệp sĩ Quân đoàn Danh dự. Năm 1840, ông phục vụ dưới quyền chỉ huy của Emmanuel Graëb(fr) trên chiếc tàu 80 khẩu pháo Généreux ở Địa Trung Hải. D'Ariès được thăng cấp lieutenant de vaisseau (trung úy tàu chiến tuyến) trên con tàu đó vào ngày 21 tháng 12 năm 1840. Ngày 1 tháng 1 năm 1849, ông có mặt trên khẩu đội nổi Marengo tại Algiers, dưới quyền chỉ huy của Pierre Victor Marcellin Sauvan. Ông được thăng cấp capitaine de frégate (chỉ huy trưởng) vào ngày 8 tháng 3 năm 1854. Ông được phong Sĩ quan Quân đoàn Danh dự vào ngày 22 tháng 4 năm 1855. Ngày 1 tháng 1 năm 1857, ông đóng quân tại Toulon. Ông được thăng cấp capitaine de vaisseau (hạm trưởng tàu chiến tuyến) vào ngày 17 tháng 8 năm 1859.

### Viễn chinh Nam Kỳ (1860–1864)
D'Ariès trở thành quyền Thống đốc Nam Kỳ vào ngày 1 tháng 4 năm 1860 khi Théogène François Page rời thành Gia Định sang Trung Quốc. D'Ariès chỉ có 1.000 quân, trong khi tướng Nguyễn Tri Phương có trong tay 10.000 tân binh ở tỉnh Gia Định. Trong nhiệm kỳ D'Ariès làm thống đốc xứ này, binh sĩ Đại Nam thường xuyên tấn công quân đồn trú Gia Định trong lần vây hãm tòa thành này, và d'Ariès đã phải dồn phần lớn sức lực của mình vào việc duy trì con đường thông ra biển. D'Ariès có 800 lính dưới quyền chỉ huy của mình, trong đó có 200 lính Tây Ban Nha, cũng như hai tàu hộ tống và bốn tàu buồm nhỏ hơn. Ông ra sức phát triển một loạt công sự vùng nông thôn để bảo vệ Gia Định và Chợ Lớn, mỗi công sự có 80 khẩu lựu pháo và 30 khẩu súng trường. Ông tạm giữ chức Thống đốc Nam Kỳ cho đến khi Đô đốc Léonard Charner sang thay thế vào ngày 6 tháng 2 năm 1861.
Sau khi liên quân Anh-Pháp đánh bại quân Thanh trong trận Bát Lí Kiều vào tháng 10 năm 1860, Charner mới có thể mang 70 tàu chiến của hạm đội Viễn Đông đến giúp d'Aries, với 3.500 quân Pháp và Tây Ban Nha do Tướng Élie de Vassoigne chỉ huy. Đạo quân của Vassoigne đột chiếm thành Gia Định vào ngày 7 tháng 2 năm 1861 và sau hai ngày giao tranh dữ dội trong trận Chí Hòa (24–25 tháng 2 năm 1861) đã chiếm được Đại đồn Chí Hòa, cách Gia Định 6 kilômét (3,7 dặm). Tại Kỳ Hòa, người Pháp tìm thấy những kho gạo lớn, 2.000 khẩu súng trường Pháp từ Saint-Étienne và 500 khẩu pháo hạng nặng. Nguyễn Tri Phương bèn lui quân về Biên Hòa, Pháp thừa cơ chiếm lấy Mỹ Tho. Vua Tự Đức quyết định đình chiến.
D'Ariès trở thành Chỉ huy Quân đoàn Danh dự vào ngày 22 tháng 4 năm 1861. Theo Hòa ước Nhâm Tuất ký vào tháng 6 năm 1862, D'Ariès nhượng thành Vĩnh Long ở đồng bằng sông Cửu Long cho Phan Thanh Giản. Đầu năm 1863 và 1864, ông là phó trưởng quan Nam Kỳ.

### Sự nghiệp sau này (1869–1878)
Ngày 1 tháng 1 năm 1869 d'Ariès đóng quân ở Toulon. Ông được thăng cấp thành contre-amiral (chuẩn đô đốc) vào ngày 4 tháng 2 năm 1872. Tháng 6 năm 1872, ông là thành viên của Ủy ban Hải đăng. Năm 1874, ông là thiếu tá sư đoàn hàng hải số 2 đóng quân ở Brest. Ông gia nhập lực lượng dự bị vào ngày 22 tháng 1 năm 1875. D'Ariès qua đời vào ngày 6 tháng 12 năm 1878 tại Tillac, hưởng thọ 65 tuổi.